# 大平嶺
大平嶺，又寫為太平嶺，是台灣新北市林口區的一個地名，位於該區東部偏北，範圍大致為太平里南部。

## 歷史
台灣清治末期至日治前期，大平嶺地區為一街庄，稱為「大平嶺庄」，隸屬於八里坌堡。該庄東北及東與下罟仔庄為鄰，南邊為菁埔庄，西邊及西北邊為瑞樹坑庄。
1920年（日治大正九年），該庄改制為「大平嶺」大字，隸屬於臺北州新莊郡林口庄。戰後林口庄改制為林口鄉，隸屬於臺北縣，大字亦改制為村。2010年12月臺北縣改制為新北市，林口鄉改制為林口區，村改制為里。

## 交通
縣道105號（後湖路）大致以北北東－南南西走向經過穿越大平嶺地區東南端邊界地帶，往東北可前往八里，往西南可前往龜山。鄉道北79線、北80線為本地區主要連絡道路。

## 運動設施
- 林口高爾夫球場（部分）